# Segunda Cumbre BRIC 2010
La Segunda Reunión-cumbre del BRIC se realizó los días 15 y 16 de abril de 2010, en la ciudad de Brasília, en Brasil. Los jefes de Estado de los cuatro integrantes del grupo (Brasil, Rusia, India, y China), comparecieron en el evento. 
China pidió se anticiparan en 24 horas algunos puntos de la agenda previstos para el 16 de abril, debido al sismo ocurrido en Qinghai el 14 de abril de 2010.
Un documento de cooperación técnica fue firmado entre el BNDES de Brasil, el Banco de Desarrollo y Asuntos Económicos Externos (Vnesheconombank) de Rusia, el Banco de Desarrollo de China (CDB), y el Banco Exim de India. En la práctica, una empresa brasilera podría, por ejemplo, hacer un proyecto en China, y recibir financiamiento tanto del BNDES como del banco chino CDB.
Jim O’Neill, que fue quien propuso la sigla BRIC, considera que los resultados de la cúpula evidencian la necesidad de una nueva postura de los países más pudientes al intentar mejor administrar la economía global, pues entre otras cosas hay conciencia y presiones para llevar adelante un cambio en la forma de gerenciamiento del FMI.

## Reunión preparatoria

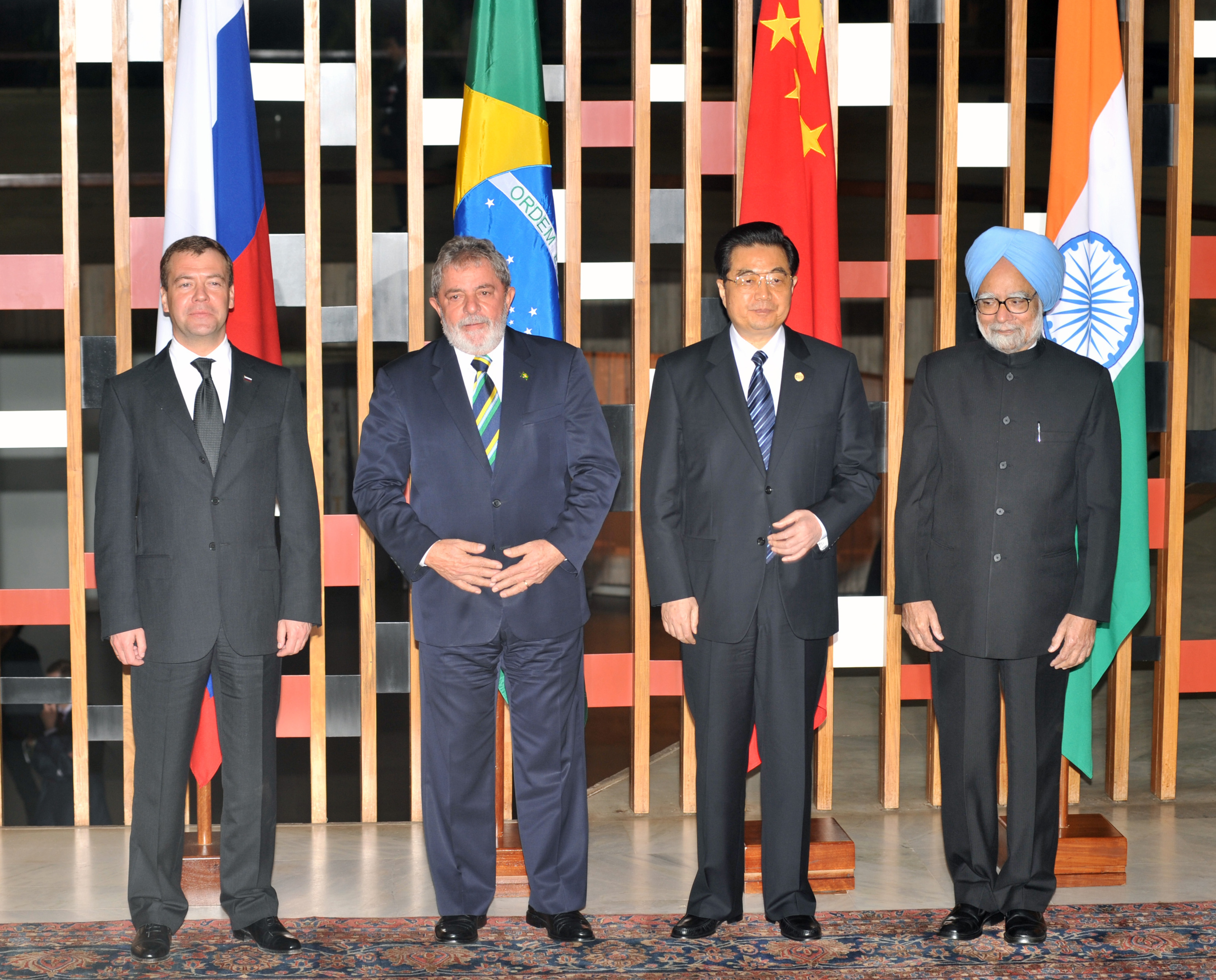
Jefes de Estado de los países del BRIC.

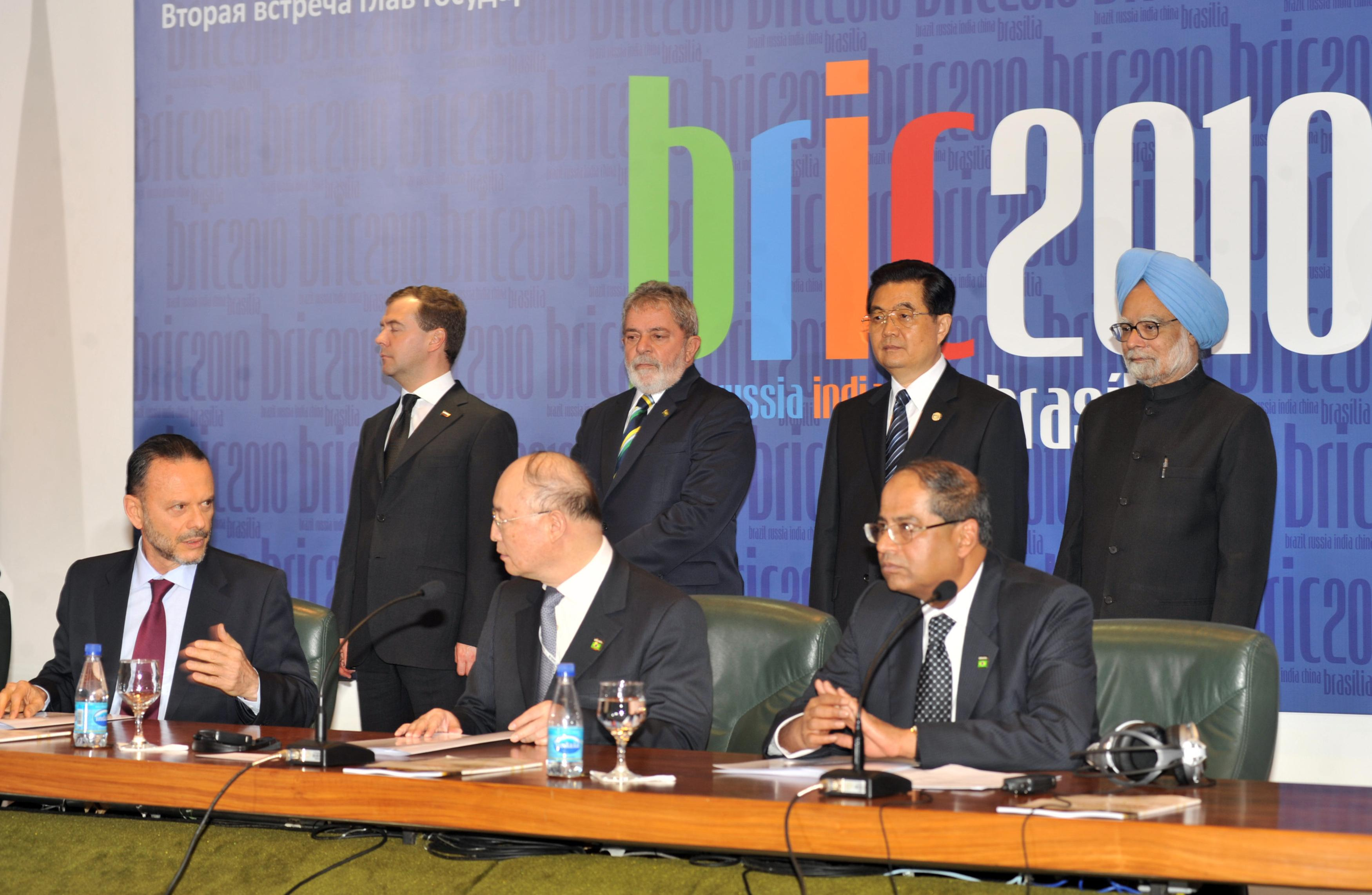
Los jefes de Estado de los países del BRIC, aguardan para la firma del acuerdo entre los representantes de los respectivos bancos de desarrollo. Foto:José Cruz/ABr.

Una reunión preparatoria aconteció en Río de Janeiro el día 14 de abril de 2010, con la presencia de África del Sur, en simultáneo con el Fórum de Diálogo Índia-Brasil-África do Sul (IBAS), cuando fueron discutidos – por la primera vez – oportunidades de negocios y de inversiones para los sectores de energía, tecnología de la información, infraestructuras, y agronegocios.
Rusia anunció demandas para inversiones en carreteras y aeropuertos; y Brasil en materia de ferrovias, aeropuertos, hidrovías, y estructura urbana. Por su parte China sugirió intercambio de informaciones en relación con la seguridad alimentaria, o sea, un intercambio informativo para evitar grandes alzas en los precios de los alimentos.
En cuanto al presidente ruso, también se refirió a la cooperación multilateral en energía nuclear, en construcción de aviones, en exploración espacial, y en nanotecnología, como las más promisorias, así como el incremento del comercio multilateral dentro del grupo realizado en las respectivas monedas nacionales, lo que fortalecería los lazos económicos entre los países.
Antes del inicio de la cumbre, el presidente ruso, Dmitri Medvédev, defendió el comercio bilateral con monedas nacionales, o sea, sin la intermediación del dólar o del euro, lo que de inmediato sería abordado entre todos los países al día siguiente. Algunos analistas defienden que ese tipo de comercio beneficiaria sobre todo a China, que tradicionalmente manipula su propia moneda para tornar sus productos más baratos, y así competir deslealmente con otros países. El 'Peterson Institute' calcula que el yuan está 40,7% subvalorizado en relación con el dólar, y que el real brasilero está valorizado en 15,7% en relación con el dólar, lo que significa que el yuan está 50% subvalorizado en relación con la moneda brasilera.

## Demanda energética
La cooperación energética fue uno de los asuntos importantes tratados en la cúpula. Según datos de la Agencia Internacional de Energía de la OCDE, los países del BRIC responden por 58% del crecimiento de la demanda mundial por petróleo, siendo la mayor parte de este porcentaje responsabilidad de China.
El 15 de abril de 2010, después del encuentro del presidente Lula con Hu Jintao, fue anunciado que una investigación de la UFRJ sobre producción de biomasa a partir de la caña de azúcar sería complementada con un estudio de la Universidad Tsinghua relativo al cultivo de algas que poseen alto contenido de óleo. Una vez profundizados, los resultados de esos trabajos podrían permitir el desarrollo de una tecnología innovadora para la producción de biodiésel.
Brasil y China establecerán un acuerdo de venta de 200 mil barriles diarios de petróleo, y las empresas LLX Logística S.A. de Brasil, y la estatal china Wisco, deberán construir un complexo siderúrgico en Porto Açu, en Río de Janeiro, considerado por Lula como "la mayor inversión china en Brasil, y la mayor de China, en este sector, en el exterior".

## Objetivos
La declaración final de esta reunión de cúpula de los cuatro países participantes, sugiere que se necesita un nuevo sistema de votación en el Banco Mundial, así como una reforma importante del Fondo Monetario Internacional (FMI).
Durante el encuentro, los líderes de los BRICs también firmaron un acuerdo de cooperación, con la finalidad de facilitar el financiamiento de obras y proyectos entre los participantes. Esta iniciativa deberá priorizar las áreas de energía e infraestructura. Los bancos de desarrollo de los cuatro países, se comprometieron en analizar "conjuntamente" formas de incentivar la concesión de crédito entre los BRICS.

## Otros acuerdos entre Brasil y China
Las promesas de negocios manejadas durante las entrevistas, aunque vacías de fechas y valores, involucraron un abanico inédito de asuntos, así como diversos mecanismos de financiamiento y variadas modalidades de propiedad intelectual. Posibilidades de reuniones posteriores también fueron manejadas.
Durante el encuentro, un acuerdo de cooperación en ciencia, tecnología, e innovación, antes concretado en mayo de 2009 por los dos países, se vislumbra que pueda salir del campo de las intenciones al plantearse cuestiones y proyectos concretos.
Además de las cuestiones energéticas bastante bien encaminadas, China y Brasil firmaron protocolos de requisitos fitosanitarios para la exportación de Brasil a China de carne bovina y hojas de tabaco. El desarrollo de satélites artificiales también estuvo en agenda.

## Líderes participantes en la conferencia

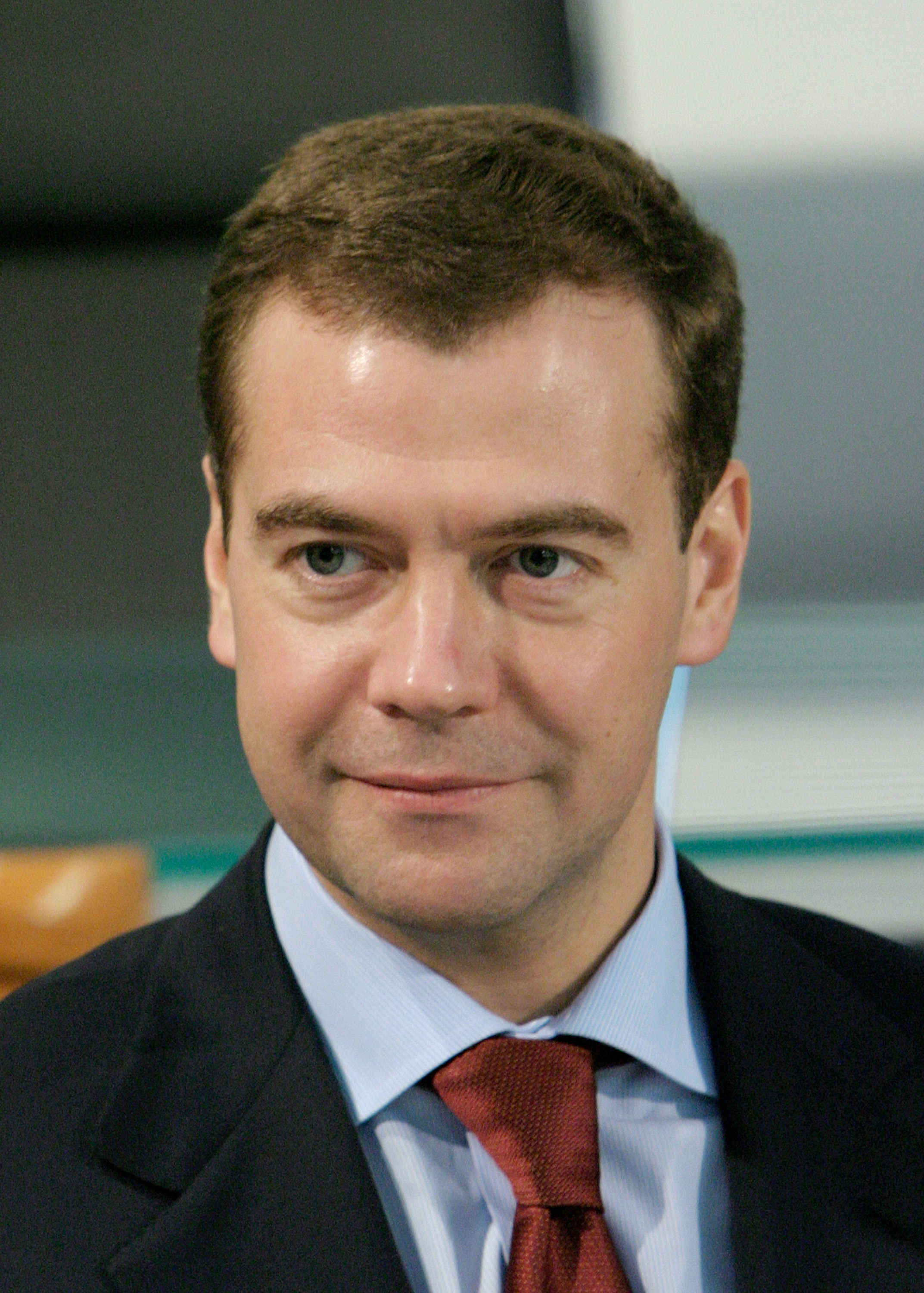
Dmitri Medvédev, Presidente de Rusia.
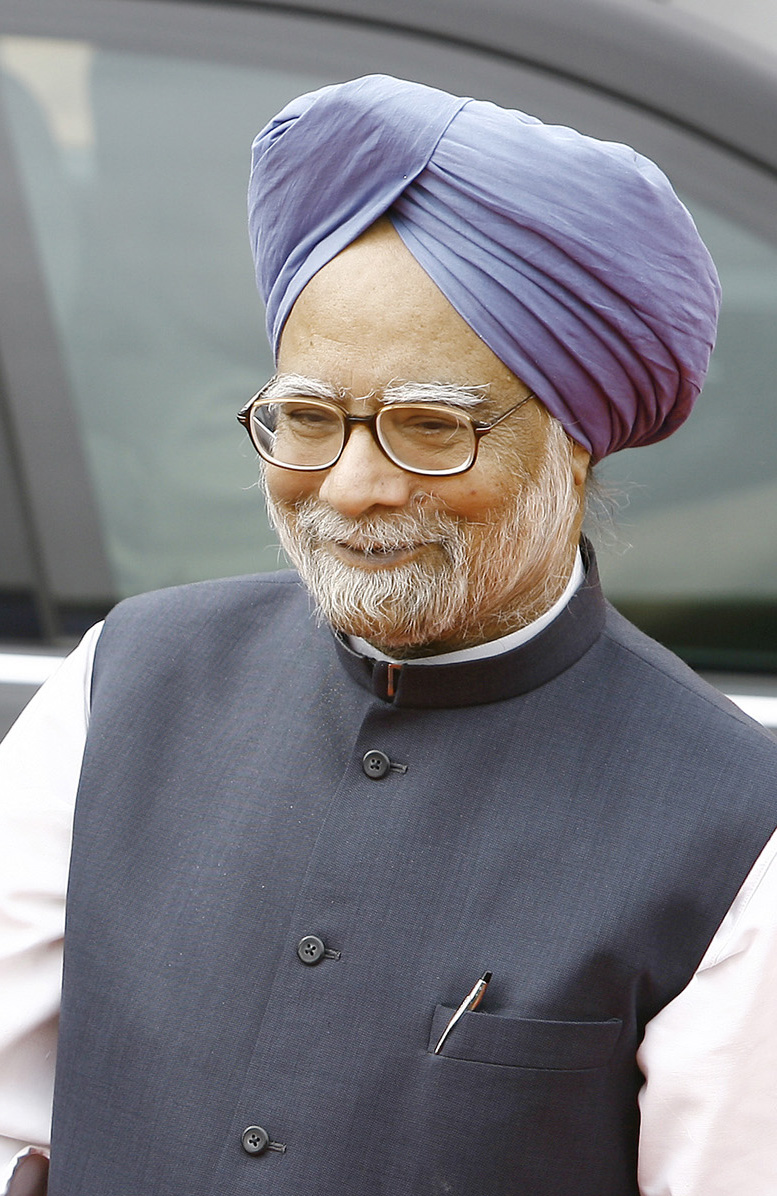
Manmohan Singh, Primer-ministro de India.
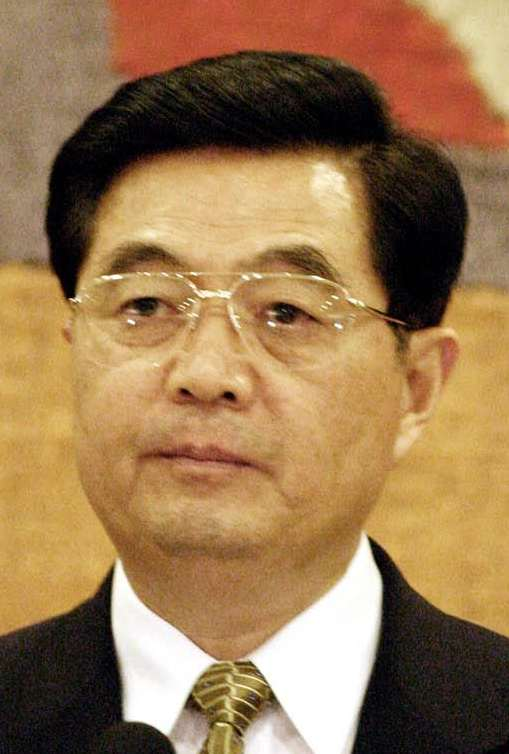
Hu Jintao, Presidente de China.

## Jefaturas de las delegaciones de encuentros bilaterales

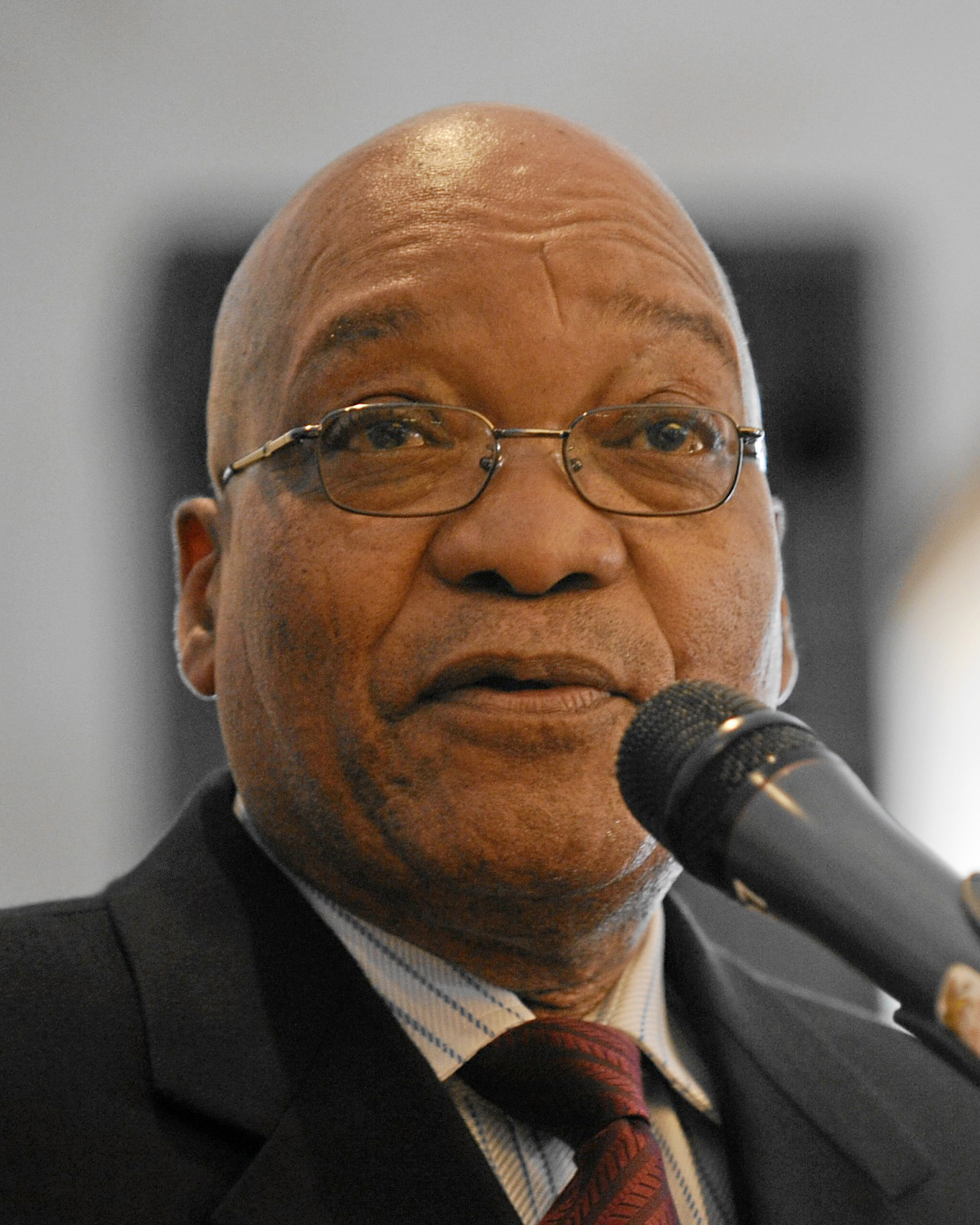
Jacob Zuma, Presidente de Sudáfrica.
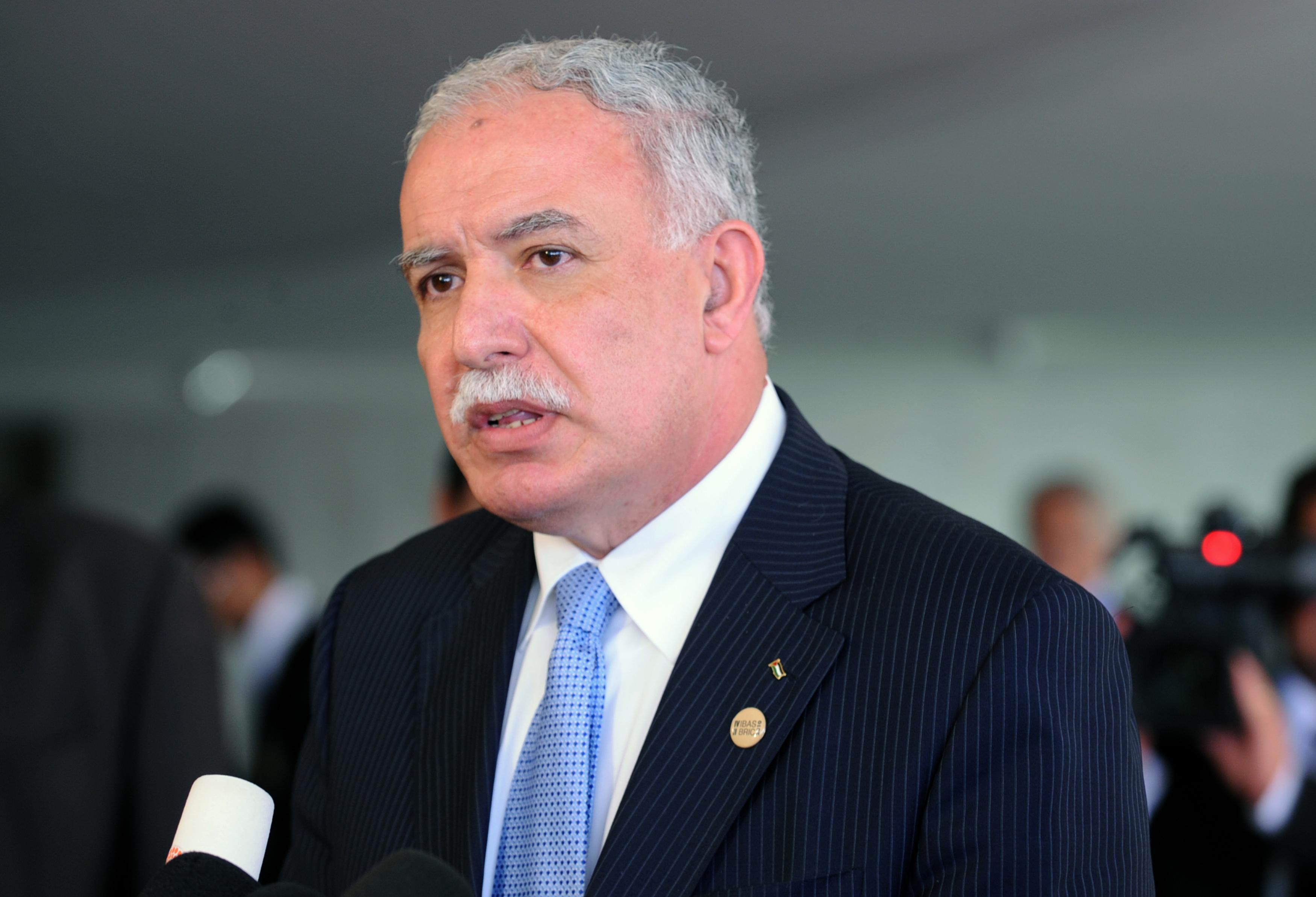
Riyad al-Maliki, Ministro de Relaciones Exteriores de la Autoridad Nacional Palestina.